# Sigfrit Steiner
Sigfrit Steiner (31 de octubre de 1906 - 21 de marzo de 1988) fue un actor teatral, cinematográfico y televisivo de nacionalidad suiza.

## Biografía
Nacido en Basilea, Suiza, su nombre completo era Siegfried Albert Steiner, y era hijo de un dentista y de una actriz. Completó su formación en la escuela de arte dramático del Deutsches Theater de Berlín dirigido por Max Reinhardt, debutando como actor teatral en 1928 en Gera. A partir de entonces tuvo numerosos compromisos teatrales, con representaciones en Berlín, Lucerna, Berna, Zúrich y Munich. Además, desde 1972 a 1974 fue miembro del elenco del Burgtheater de Viena.
Su debut en el cine llegó en 1938 en la producción suiza Füsilier Wipf, dirigida por Leopold Lindtberg. A ello siguieron cerca de 200 actuaciones, tanto cinematográficas como televisivas, en producciones como El cebo (1958), Der Schinderhannes (1958), o la serie televisiva Raumpatrouille, en la cual en un episodio encarnó al Dr. Stass. Sigfrit Steiner también participó en las producciones estadounidenses Brass Target (1978, con John Cassavetes, George Kennedy y Sophia Loren), Wagner (1983, con Richard Burton, Vanessa Redgrave y Laurence Olivier) y Duet For One (1986, con Julie Andrews, Max von Sydow y Liam Neeson). Además de actor, Steiner también hizo algunos trabajos como director y guionista, como en el caso del drama de 1942 Steibruch.
Por sus logros cinematográficos, en 1964 y 1981 fue premiado con la Filmband in Gold, y en 1976 con el Premio del Jurado Protestante del Festival Internacional de Cine de Berlín.
Sigfrit Steiner falleció en Munich, Alemania, en 1988. Había estado casado con la periodista y escritora Anne Rose Katz.

## Selección de su filmografía
| - 1938: Füsilier Wipf - 1939: Wachtmeister Studer - 1940: Dilemma - 1941: Das Menschlein Matthias - 1941: Bider der Flieger - 1941: Der doppelte Matthias und seine Töchter - 1942: Menschen, die vorüberziehen... - 1945: Die letzte Chance - 1947: Matto regiert - 1948: Nach dem Sturm - 1952: Palace Hotel - 1953: Unser Dorf - 1954: Der Prozess der Zwanzigtausend - 1955: Polizischt Wäckerli - 1955: Uli der Pächter - 1956: Oberstadtgass - 1957: Bäckerei Zürrer - 1957: Taxichauffeur Bänz - 1958: El cebo - 1958: Der Schinderhannes - 1959: Du gehörst mir - 1960: Der Teufel hat gut lachen - 1961: Anne Bäbi Jowäger – 2ª parte: Jakobli und Meyeli - 1962: Verräterische Spuren - 1963: Ein Mann im schönsten Alter - 1966: Um Null Uhr schnappt die Falle zu | - 1969: Der Kommissar – Auf dem Stundenplan: Mord - 1972: Der Fall - 1972: Der Schrei der schwarzen Wölfe - 1973: Der Fußgänger - 1975: Die Magd - 1975: Tatort – Das zweite Geständnis - 1976: Die plötzliche Einsamkeit des Konrad Steiner - 1977: Waldrausch - 1977: Heinrich - 1978: Brass Target - 1978: Geschlossene Gesellschaft - 1979: Brot und Steine - 1979: Die Leidenschaftlichen - 1979: Das gefrorene Herz - 1979: Die Buddenbrooks - 1980: Tatort: Spiel mit Karten - 1981: Der Mond is nur a nackerte Kugel - 1981: Derrick – Tod eines Italieners - 1982: Imperativ - 1983: Die schwarze Spinne - 1983: Eine Liebe in Deutschland - 1984: Glut - 1986: Lisa und die Riesen - 1986: Fatherland - 1987: Wenn ich die Antwort wüßte - 1989: La nuit de l'eclusier |